# Achyrolimonia alcestis
Achyrolimonia alcestis är en tvåvingeart som först beskrevs av Alexander 1978.  Achyrolimonia alcestis ingår i släktet Achyrolimonia och familjen småharkrankar. Inga underarter finns listade i Catalogue of Life.